# حمض الفينوكسي أسيتيك
حمض الفينوكسي أسيتيك Phenoxyacetic acid هو مادة صلبة بيضاء ذات الصيغة C 8 H 8 O 3.  على الرغم من أنه ليس فعالاً كمبيد للأعشاب، إلا أنه يشكل بنية جزئية للعديد من مشتقات مبيدات الأعشاب الفينوكسية بما في ذلك MCPA و2,4-D.

## البنية والتخليق
حمض الفينوكسي أسيتيك هو مشتق O- فينيل من حمض الجليكوليك. وهو عبارة عن حمض أحادي الكربوكسيل وأثير أريل . تم الإبلاغ لأول مرة عن تحضيره من فينولات الصوديوم وكلورو أسيتات الصوديوم في الماء الساخن في عام 1880. 
1) C 6 H 5 O − Na + + ClCH 2 COO − Na + → C 6 H 5 OCH 2 COO − Na + + NaCl
2) C 6 H 5 OCH 2 COO − Na + + حمض الهيدروكلوريك → C 6 H 5 OCH 2 COOH + NaCl
يتفاعل أنيون الفينولات عن طريق الهجوم النووي على كربون الميثيلين لحمض الكلورو أسيتيك، مما يشكل رابطة إيثرية.

## ملكيات
حمض الفينوكسي أسيتيك هو مركب بلوري أبيض أو شفاف في درجة حرارة الغرفة.  عندما يكون غير نقي، يمكن أن يبدو بلون بني فاتح إلى بني. يتمتع المركب بذوبان في الماء بنسبة 12 جرام / لتر وهو قابل للذوبان بدرجة كبيرة في المذيبات العضوية بما في ذلك الإيثانول وثنائي إيثيل الأثير والبنزين . حمض الفينوكسي أسيتيك هو حمض ضعيف وقاعدة ضعيفة مع pKa تساوي 3.7. 

## الاستخدامات
لحمض الفينوكسي أسيتيك استخدامات ضئيلة كمضاف غذائي ومكون للعطور ويصنف على أنه "معترف به عمومًا بأنه آمن" في هذه التطبيقات.  